# Gladys Kwamboka
Gladys Kwamboka (* 14. März 1996) ist eine kenianische Leichtathletin, die sich auf den Langstreckenlauf spezialisiert hat. 2024 wurde sie in Douala Afrikameisterin über 10.000 Meter.

## Sportliche Laufbahn
Erste internationale Erfahrungen sammelte Gladys Kwamboka bei den Crosslauf-Afrikameisterschaften 2024 in Hammamet, bei denen sie nach 33:11 min auf den vierten Platz im Einzelrennen gelangte. Im Mai siegte sie in 33:05 min beim Okpekpe 10KM, ehe sie bei den Afrikameisterschaften in Douala in 36:53,69 min die Goldmedaille im 10.000-Meter-Lauf gewann. 
2024 wurde Kwamboka kenianische Meisterin im 10.000-Meter-Lauf.

## Persönliche Bestzeiten
- 10.000 Meter: 32:43,4 min, 22. Mai 2024 in Nairobi
- 10-km-Straßenlauf: 31:54 min, 28. April 2024 in Bengaluru